# Заборув (Груєцький повіт)
Заборув (пол. Zaborów) — село в Польщі, у гміні Бельськ-Дужий Груєцького повіту Мазовецького воєводства.
Населення — 159 осіб (2011).
У 1975-1998 роках село належало до Радомського воєводства.

## Демографія
Демографічна структура станом на 31 березня 2011 року:
|          | Загалом | Допрацездатний вік | Працездатний вік | Постпрацездатний вік |
| -------- | ------- | ------------------ | ---------------- | -------------------- |
| Чоловіки | 84      | 21                 | 48               | 15                   |
| Жінки    | 75      | 10                 | 42               | 23                   |
| Разом    | 159     | 31                 | 90               | 38                   |